# Алмактар
Алмактар — река в России, протекает по территории Казбековского района Дагестана. Устье реки находится в 600 метрах по левому берегу реки Жарлинкортар. Длина реки — 12 км, площадь водосборного бассейна — 25,3 км².
В верховьях у реки расположено село Буртунай.

## Данные водного реестра
По данным государственного водного реестра России относится к Западно-Каспийскому бассейновому округу, водохозяйственный участок реки — Сулак от Чиркейского гидроузла и до устья. Речной бассейн реки — Терек.
Код объекта в государственном водном реестре — 07030000212109300000062.